# チェルフォード鉄道事故
チェルフォード鉄道事故（英語: Chelford rail accident）とは、1894年12月22日にチェルフォード駅で発生した鉄道事故である。

## 事故の経過
チェルフォード駅の駅長の監督のもと、強風と急速に薄れゆく日差しの中で高側無蓋車 (high-sided wagon) を側線へ突放入換する作業が行われていた。別の6両の貨車が隣接する線路を走行しているとき、駅長の見ている前で、高側無蓋車が吹き付ける風により側線から外れてその6両の貨車に衝突した。マンチェスター16時15分発クルー行き急行列車（LNWRウォータールー型蒸気機関車（軸配置2-4-0）418号機ZygiaおよびLNWRウェッブ・エクスペリメント型蒸気機関車518号機Expressによる重連運転）が接近中に暴走列車が本線をふさぐように脱線し、衝突事故が発生した。駅長は旅客列車へ向かって赤いランプを振りながら走ったが、運転士は彼は入換機関車に合図していると思い減速しなかった。Zygiaは脱線し横倒しになり炭水車はプラットフォーム端の斜路を駆け上がった。Expressは直立していたが1両目の客車が信号扱所の正面を破壊した。合計で14人が死亡し48人が負傷した。
この事故は特異な事故だったと見られることから、調査報告書ではほとんど論評が行われなかったが、今後入換した貨車はすべて入換後すぐにブレーキをピンで固定することが勧告された。